# よしもとブロードテック
株式会社よしもとブロードテック（YOSHIMOTO BROAD TECH CO.,LTD.）は、大阪府大阪市中央区ならびに東京都新宿区に所在する技術プロダクション。吉本興業ホールディングス株式会社の完全子会社。

## 社歴
2001年7月2日に「株式会社トラッシュ（Trash）」として設立。
2007年3月19日に、吉本興業株式会社と株式会社毎日放送が共同出資の制作会社「株式会社アイ・ティ・エス」の前身会社・ポストプロダクション「アンカー」が「トラッシュ編集室」として事業譲渡に吸収合併され解散。
2016年7月1日、株式会社トラッシュが株式会社セドナ・ブラザーズ・プロダクションと株式会社よしもとASCに吸収合併され解散。同日、同名（株式会社よしもとブロードエンタテインメント）の新法人を設立する。
2024年8月1日、株式会社よしもとブロードエンタテインメントの技術部門を分社化し、「株式会社よしもとブロードテック」の新法人を設立する。

## 会社概要

### 営業拠点
- 東京本部 : 〒160-0022 東京都新宿区新宿5-18-21
- 大阪本部 : 〒542-0075 大阪市中央区難波千日前 11-6

役員
- 代表取締役社長 : 前田昌彦
- 取締役 : 奥谷達夫
- 取締役 : 佐々木将
- 取締役 : 梁弘一
- 取締役 : 戸家正晴
- 監査役 : 溝上篤史